# Phản đối SOPA và PIPA

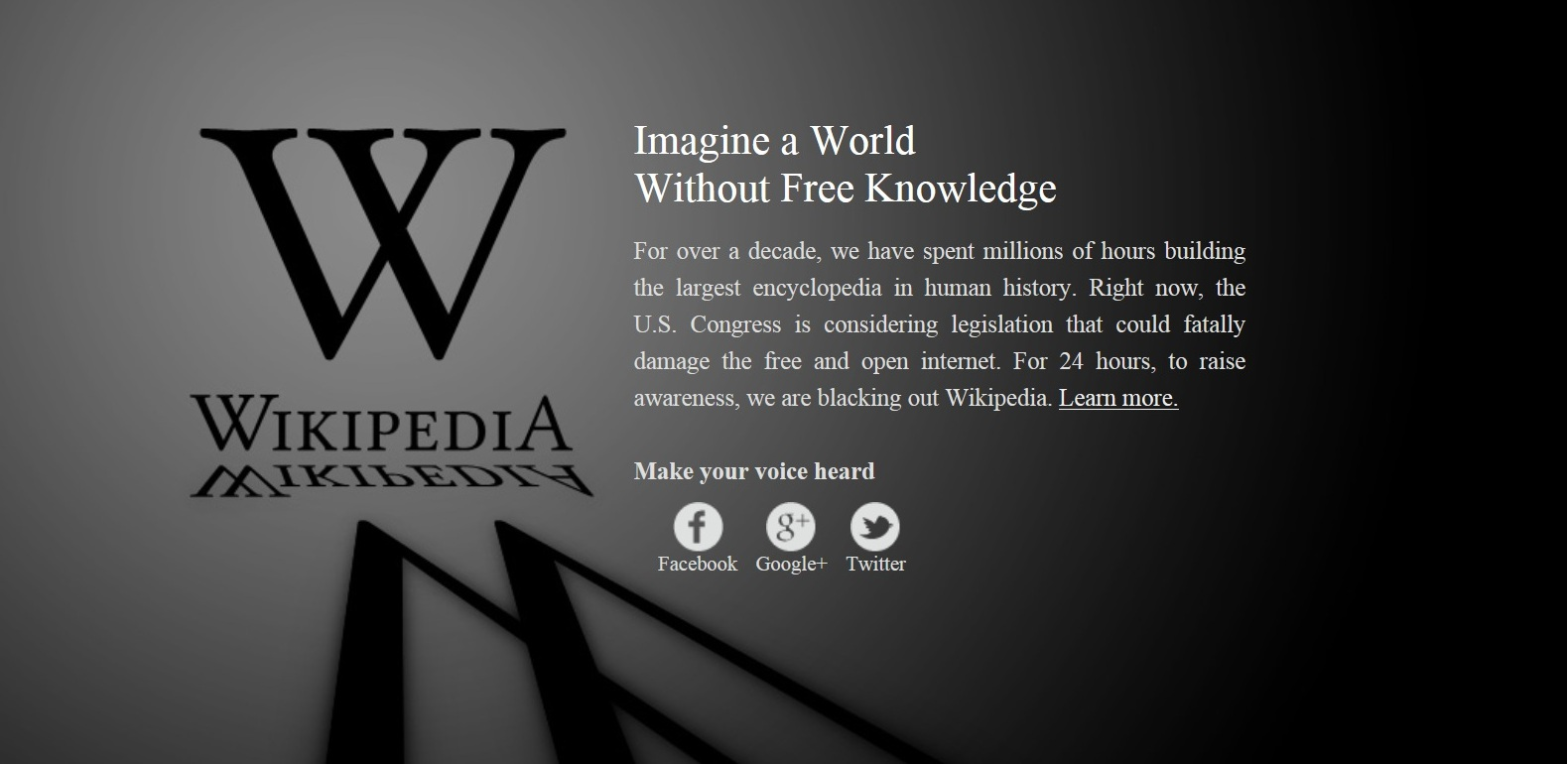
Ảnh chụp màn hình trang Wikipedia tiếng Anh trong thời gian phủ đen ngày 18 tháng 1

Đình chỉ hoạt động vi phạm bản quyền trực tuyến (SOPA) và PROTECT IP (PIPA) là hai dự luật được đệ trình bởi Thượng viện và Hạ viện Hoa Kỳ trong quý cuối cùng của năm 2011. Hai dự luật, theo những nghĩa khác nhau, được xây dựng để hỗ trợ cơ chế pháp lý cho các chủ sở hữu tác quyền, chẳng hạn như các xưởng phim và nhạc, nhằm chống nạn vi phạm bản quyền kỹ thuật số xảy ra trên các trang mạng ngoài Hoa Kỳ. Hai dự luật này mở rộng ra hơn Đạo luật Bản quyền Thiên niên kỷ Kỹ thuật số (DMCA) ra đời trước đó, khi cho phép các chủ sở hữu nội dung ra thông điệp "hạ gục" đến các nhà cung cấp dịch vụ Internet (ISP) và các trang web để loại bỏ nội dung vi phạm. Tuy DMCA được đánh giá đạt hiệu quả để tuần tra các trang web bên trong Hoa Kỳ, nó đã không giải quyết các vi phạm của những trang nước ngoài. Một phần nội dung của dự luật trong lần đề xướng đầu tiên sẽ cho phép các chủ sở hữu tác quyền gửi khiếu nại đến ISP và các website lớn khác, như Google hay Bing, yêu cầu họ loại bỏ đường dẫn đến tên máy chủ của các trang bị cáo buộc là vi phạm đã đăng ký tên miền (DNS), đồng thời xóa sổ chúng khỏi các công cụ tìm kiếm.
Nhiều công ty và tổ chức ủng hộ hai dự luật là những nhà sản xuất nội dung, như Hiệp hội Điện ảnh Mỹ, Hiệp hội Công nghiệp ghi âm Mỹ và Hiệp hội Phần mềm giải trí, với quan điểm rằng cần phải có luật này để giảm thất thu do vi phạm bản quyền từ các trang web nước ngoài. Tuy nhiên, một số nhà lập pháp, nhiều công ty công nghệ và Internet và hiệp hội đã bày tỏ quan ngại rằng phạm vi hiệu lực của dự luật là quá rộng, và các khái niệm như ngăn chặn tên miền hay loại bỏ khỏi các công cụ tìm kiếm sẽ dẫn đến việc Internet bị kiểm duyệt mà không cần theo đúng thủ tục.

## Phản đối vào ngày 18 tháng 1, 2012

### Thực thể phản đối

#### Cộng đồng Wikimedia
Trang Wikipedia tiếng Anh bị phủ đen (hay "tắt đèn") là sự kiện phản đối trực tuyến diễn ra trong vòng 24 tiếng đồng hồ vào ngày 18 tháng 1 năm 2012. Trong thời gian này, các trang bài viết trên Wikipedia tiếng Anh chỉ hiện lên một thông điệp với nội dung chống lại Dự luật Đình chỉ hoạt động vi phạm bản quyền trực tuyến (SOPA) và Dự luật PROTECT IP (PIPA), vốn đang được bàn thảo tại Quốc hội Hoa Kỳ.
Vào ngày 16 tháng 1, nhà sáng lập Wikipedia - ông Jimmy Wales, và Giám đốc Điều hành Wikimedia Foundation - bà Sue Gardner, đã công bố quyết định phủ đen sau khi tiến hành một cuộc thăm dò kéo dài 72 giờ của cộng đồng người chỉnh sửa. Cuộc bỏ phiếu này đã diễn ra sau vài tuần tranh luận trong những diễn đàn Wikipedia nhỏ hơn. Ngày tiến hành được chọn để diễn ra cùng lúc với những động thái tương tự của những trang mạng khác, chẳng hạn Reddit, và kéo dài trong vòng 24 giờ, bắt đầu từ lúc 05:00 UTC (từ nửa đêm theo giờ chuẩn EST) ngày 18 tháng 1.
Vào ngày 18 tháng 1 năm 2012, Wikipedia tiếng Anh đã tham gia vào một loạt các cuộc biểu tình phối hợp chống lại hai luật được đề xuất tại Quốc hội Hoa Kỳ — Đạo luật Ngừng vi phạm bản quyền trực tuyến (SOPA) và Đạo luật BẢO VỆ IP (PIPA) — bằng cách phủ đen các trang trong 24 giờ. Hơn 162 triệu người đã đọc thấy các trang giải thích tạm thời này.